# El Chivo Encantado
Luis B. Gutiérrez "El Chivo Encantado" fue un militar mexicano. 
Vivió y trabajó en la Hacienda de Los Bancos en 1913, propiedad de Silviano Hurtado. Arribó a Parácuaro gracias a su amigo José Vizcaíno. A Gutiérrez se le describía como un individuo que continuamente se embriagaba, desaseado, que se dedicaba a matar cerdos, aves en una tienda pobre. En 1917 luego de un combate con las fuerzas del general Cenobio Moreno, incendió casa por casa la población de Parácuaro. 
Con la Revolución mexicana entró en la lucha, sin embargo se le conoce por ser un sanguinario. Por su rivalidad con Bonifacio y Cenobio Moreno, llegó con sus tropas a Parácuaro en 1917, mientras Bonifacio Moreno estaba en Uruapan. El Chivo Encantado entonces comunicó a Bonifacio que no fuera a atacarlo, porque si no quemaría su pueblo y terminó, "no dejo piedra sobre piedra". Bonifacio Moreno intentó engañar haciendo finta de que iba a Apatzingán, sin embargo se dio cuenta de que las fuerzas de Bonifacio habían salido a todo galope a atacarlo. Tras ser derrotado regresó a Parácuaro e incendió todo el poblado.